# Euphoresia metasternalis
Euphoresia metasternalis är en skalbaggsart som beskrevs av Brenske 1900. Euphoresia metasternalis ingår i släktet Euphoresia och familjen Melolonthidae. Inga underarter finns listade i Catalogue of Life.